# Latina (magazine)
Latina est un magazine américain de style de vie, de divertissement, de beauté et de mode destiné aux femmes hispaniques bilingues, publié en anglais par Latina Media Ventures.
En mai 2010, Latina Media Ventures a nommé la directrice éditoriale Galina Espinoza et l'éditeur Lauren Michaels co-présidents de la société. Latina a été nommée sur la «Hot List» d'Adweek en 2000 et 2001, et nommée Meilleur magazine par Advertising Age en 2000.

## Historique
Latina a été fondé en 1996, par Christy Haubegger sous Latina Publications, LLC. Christy Haubegger, alors diplômé de la Stanford Law School, était âgé de 28 ans. Le premier numéro mettait en vedette Jennifer Lopez sur la couverture. En 2000, la société a changé son nom pour Latina Media Ventures, LLC. Haubegger travaille maintenant à l'Agence des artistes créatifs et reste membre du conseil d'administration de Latina Media Ventures. Le magazine a eu une audience d'environ 3 millions de personnes et a été nommé meilleur magazine par Advertising Age en 2000.
Les couvertures du magazine présentaient systématiquement des Latinas de premier plan comme Jennifer Lopez, Selena Gomez, Paulina Rubio, Jessica Alba, Shakira, Eva Longoria, Salma Hayek, Eva Mendes, Christina Aguilera, Naya Rivera, America Ferrera et la juge de la Cour suprême Sonia Sotomayor. 
Latina Media Ventures a été accusé en 2017 de ne pas avoir payé son personnel depuis près d'un mois. Cette même année, l'éditeur a également licencié six de ses trente employés, était en retard sur son calendrier de production, et avait son compte gelé par Citibank. En 2018, à la suite de ces problèmes de paie, Robyn Moreno, coprésidente de Latina Media Ventures, a démissionné.